# Ingūna Erneste
Ingūna Erneste (ur. 23 maja 1966) – łotewska szachistka, arcymistrzyni od 1992 roku.

## Kariera szachowa
Pierwszy znaczący sukces na arenie międzynarodowej odniosła w 1984 r. w Katowicach, gdzie zdobyła brązowy medal mistrzostw Europy juniorów do 20 lat. W 1990 i 1991 r. uczestniczyła w finałowych turniejach o mistrzostwo Związku Radzieckiego kobiet. Po rozpadzie ZSRR od razu znalazła się w ścisłej czołówce łotewskich szachistek, w 1992 r. występując na I szachownicy narodowej drużyny podczas szachowej olimpiady w Manili oraz na drużynowych mistrzostwach Europy w Debreczynie. W turniejach olimpijskich startowała jeszcze trzykrotnie (1994, 2004, 2008), była również uczestniczką DME w 1997 roku.
W 2002 r. zdobyła w Rydze tytuł mistrzyni Łotwy, natomiast w 2005 r. (ponownie w Rydze) – tytuł wicemistrzyni kraju. Do jej sukcesów w turniejach międzynarodowych należą m.in. III m. w Dreźnie (1993, za Natašą Bojković i Jordanką Micić), III m. w Wiśle (1994, za Hanną Ereńską-Radzewską i Martą Lityńską), I m. w Wiśle (1995) oraz I m. w Vammali (2002).
Najwyższy ranking w karierze osiągnęła 1 lipca 1992 r., z wynikiem 2365 punktów dzieliła wówczas 24-26. miejsce (wspólnie z Natašą Bojković i Cristiną-Adelą Foișor) na światowej liście FIDE, jednocześnie zajmując 1. miejsce wśród łotewskich szachistek. Od 2000 r. w turniejach klasyfikowanych przez Międzynarodową Federację Szachową startuje bardzo rzadko.